# Tahitianske kvinder på stranden
Tahitianske kvinder på stranden (fransk: Femmes de Tahiti) er et maleri af Paul Gauguin fra 1891. Maleriet forestiller to kvinder på stranden på Stillehavs øen Tahiti.
Maleriet findes på Musée d'Orsay, Paris, Frankrig.
I 1892 malede Gauguin et lignende maleri Parau api, (To kvinder fra Tahiti), som er i Galerie Neue Meisters samlingen af i Dresden. På tahitiansk, betyder "Parau" ord og "API" betyder nyt. Således "Parau api" forstås "hvad nyt". En almindelig hilsen er "Eaha te Parau api", eller "hvad (er der) nyt?"
| Kunst | Spire Denne artikel om kunst er en spire som bør udbygges. Du er velkommen til at hjælpe Wikipedia ved at udvide den. |

34°07′33″N 8°19′55″Ø / 34.1258°N 8.3319°Ø